# Live Bait
«Carnada Viva» —título original en inglés: «Live Bait»— (anteriormente titulado "Rise" o "Ascenso" en español) es el sexto episodio de la cuarta temporada de la serie de televisión de terror posapocalíptica The Walking Dead, se emitió el 17 de noviembre de 2013 por la cadena televisiva AMC, Fox hizo lo propio en España e Hispanoamérica los días 18 y 19 del mismo mes, respectivamente. El episodio fue escrito por Nichole Beattie y dirigido por Michael Uppendahl.
El episodio se centra en el regreso de El Gobernador (David Morrissey), que se ha aislado a sí mismo de la sociedad después de matar a todo su ejército y todo lo que pasó después del último ataque a la prisión. Se ha convertido en un vagabundo sin rumbo hasta que conoce a una pequeña familia de supervivientes.
Este episodio marca el debut de Alanna Masterson quien interpreta a Tara Chambler, debido a que esta es su primera aparición en la serie.

## Trama
En un flashback, El Gobernador (David Morrissey) se vuelve indiferente y algo catatónico después de la masacre del ejército de Woodbury. Temeroso de lo que podría hacer, sus secuaces Caesar Martinez (José Pablo Cantillo) y Shumpert (Travis Love) lo abandonan mientras duerme. El regresa al abandonado Woodbury y atraviesa sus paredes. Su antiguo pueblo está invadido por caminantes y quema todo el asentamiento, antes de proceder a vagar sin rumbo por el campo solo.
Unos meses más tarde, El Gobernador anda caminando como un vagabundo con cabello largo, barbudo y debilitado ve a una niña, que se parece a su hija fallecida Penny, en la ventana de un edificio de departamentos cercano. Dentro del edificio, se encuentra con la familia Chambler que reside allí: Lilly Chambler (Audrey Marie Anderson) y Tara Chambler (Alanna Masterson), el padre de las hermanas, David Chambler (Danny Vinson), y la hija de Lilly, Meghan (Meyrick Murphy), la niña que El Gobernador había visto antes. La familia tiene suficiente comida y armas y están esperando a la Guardia Nacional. Después de explicar que solo se quedaría a pasar la noche, inventa una historia falsa que involucra la caída de Woodbury y una nueva identidad, "Brian Heriot", un nombre que vio pintado en un granero. David luego solicita que El Gobernador le ayude a recuperar un juego de tablero de backgammon de un vecino, lo que hace que El Gobernador. A pesar de haberse encontrado con caminantes, en este momento la familia no sabe cómo matar a los mordedores y no saben que las mordidas y los arañazos hacen que las personas se reanimen, poco después El Gobernador les explica que se eliminan a ellos de un disparo en la cabeza.
A la mañana siguiente, Lilly le pide al Gobernador un último favor antes de irse: su padre se está muriendo de cancer de pulmón en etapa terminal y necesita tanques de oxígeno de una casa cercana que era un asilo de ancianos. El Gobernador logra recuperar dos tanques del asilo de ancianos, luego de un encuentro con caminantes. La familia comienza a acercarse al Gobernador, quien se ha unido a Meghan. Cuando El Gobernador y Meghan juegan ajedrez, Lilly se acerca al Gobernador y le dice que David murió de su enfermedad. Cuando David reanima y ataca a Tara, el Gobernador golpea la cabeza de David con uno de los tanques de oxígeno. Meghan comienza a evitar que El Gobernador mate a su zombificado abuelo pero este la empuja de manera brusca, pero Tara y Lilly eventualmente al final comprenden por este acto.
Tara le agradece al hombre por haberla rescatado, pero Meghan se llena de un profundo miedo y se oculta de él detrás de una silla. Después de que el Gobernador entierre a David, quema la foto de su esposa y su hija, con la esperanza de finalmente borrar su antigua y cruel persona. Luego consuela a Meghan sobre la muerte de su abuelo y ambos se amistan, mientras se prepara para su partida, se acerca a los Chamblers para despedirse, pero Lilly insiste en que se quede, porque se ha convertido en parte de su familia. El grupo luego deja el apartamento en su camión de comida, esperando encontrar un refugio seguro en su viaje, El Gobernador y Lilly hacen el amor durante un encuentro nocturno. Cuando su camión se descompone, la familia se ve obligada a caminar a pie; sin embargo, deben huir cuando se encuentren con una manada de caminantes. Tara se lastima el tobillo mientras huía, El Gobernador y Meghan están separados de Lilly y Tara (que tiene un tobillo dañado) y caen en un pozo lleno de caminantes, que son asesinados por el Gobernador. Él le asegura a Meghan que él no permitirá que nada la lastime y busca en el pozo para ver a un Martínez conmocionado junto con Lilly y Tara.

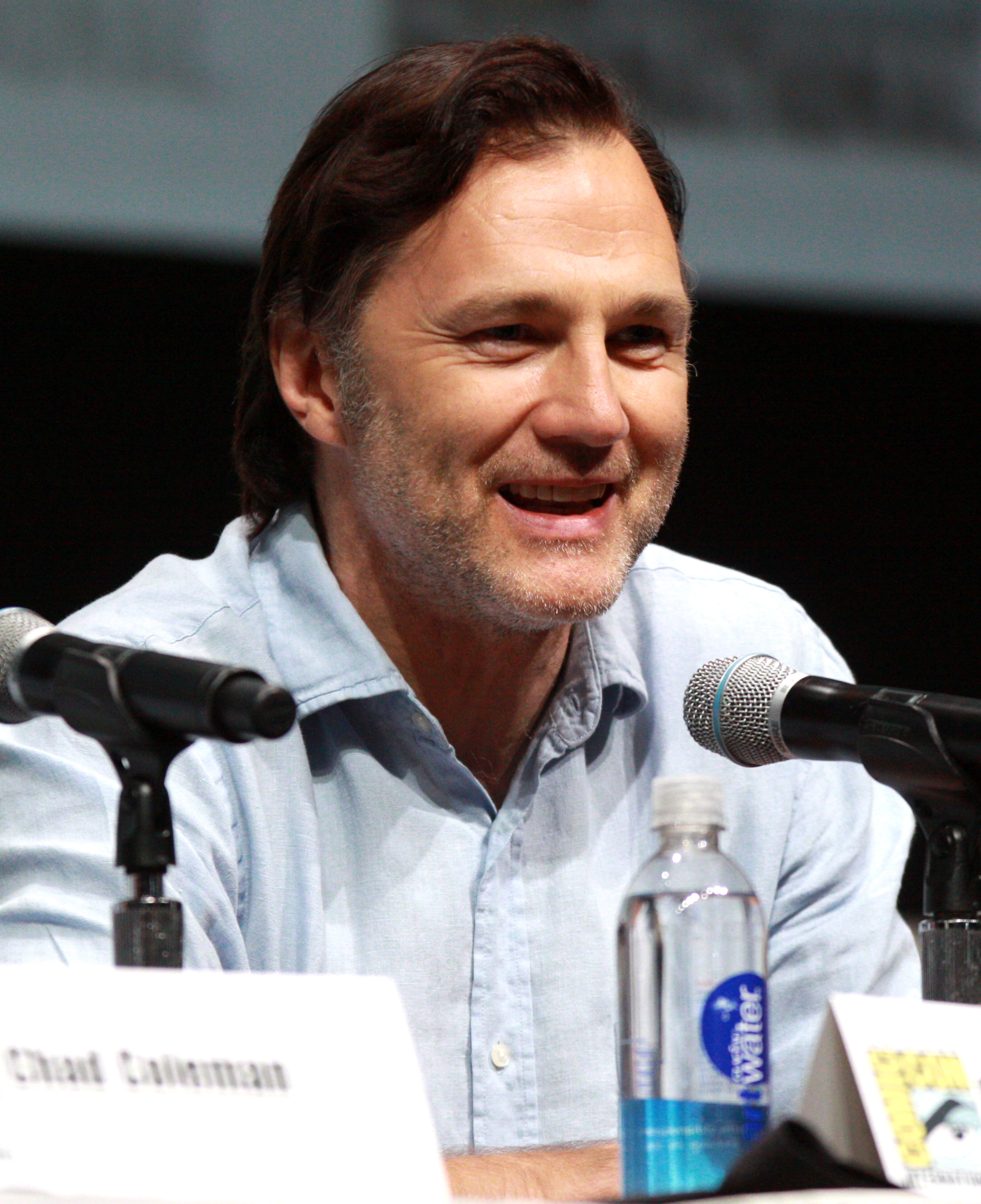
"Live Bait" es el primer episodio de la cuarta temporada de The Walking Dead en el que el actor David Morrissey (foto de 2013) quien interpreta a Philip Blake "El Gobernador" tiene un rol principal

## Producción
El episodio se centra en el Gobernador, por lo que Andrew Lincoln, Norman Reedus, Steven Yeun, Lauren Cohan, Chandler Riggs, Danai Gurira, Melissa McBride, Scott Wilson, Emily Kinney, Chad Coleman, Sonequa Martin-Green y Lawrence Gilliard Jr no aparecen, pero igual son acreditados. 
Este es el primer episodio en toda la cuarta temporada en el cual esta definitivamente protagonizado por David Morrissey (El Gobernador) quien es el antagonista principal de la serie. Además, es el segundo episodio de la serie entera en la que no cuentan con Andrew Lincoln (Rick Grimes), Norman Reedus (Daryl Dixon), Steven Yeun (Glenn Rhee), Lauren Cohan (Maggie Greene), Chandler Riggs (Carl Grimes), Danai Gurira (Michonne), Melissa McBride (Carol Peletier), y Scott Wilson (Hershel Greene). A pesar de esto, son todos los que aparecen en los créditos protagónicos. Emily Kinney (Beth Greene), Chad L. Coleman (Tyreese Williams), Sonequa Martin-Green (Sasha Williams), y Lawrence Gilliard Jr. (Bob Stookey) también están ausentes, pero se acreditan como "co-protagonistas".

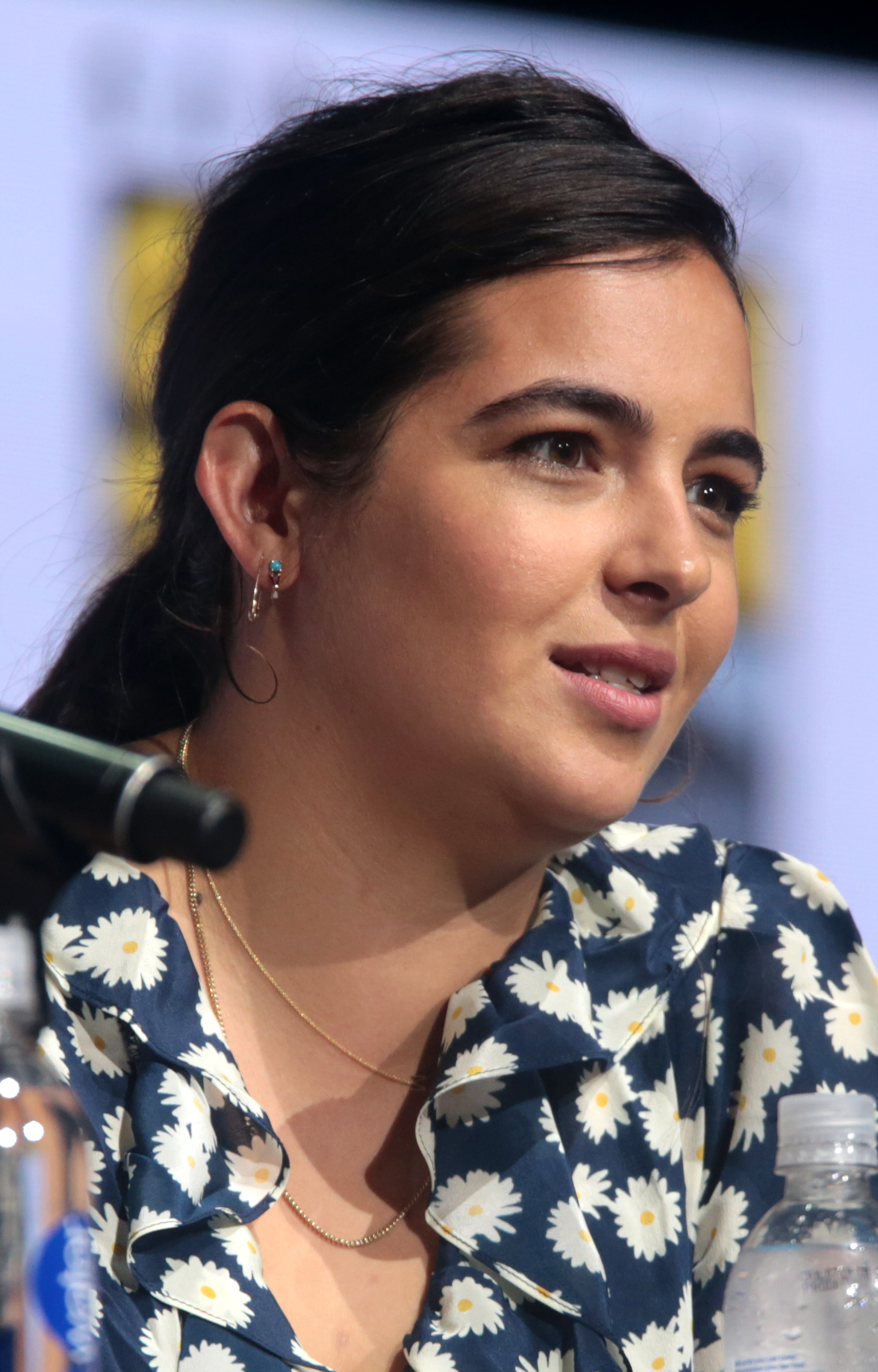
"Live Bait" también marca el debut de Alanna Masterson quien interpreta a Tara Chambler

## Recepción

### Índice de audiencia
Tras su emisión original, "Live Bait" recaudó 12,00 millones de espectadores y una calificación de 6,0 en los adultos 18-49.

### Críticas
Sean McKenna de TV Fanatic calificó el episodio 3.3 de 5, comentarios positivos sobre el personaje de David Morrissey centrándose en un Gobernador más humano y noble, mientras que los comentarios negativos fueron dirigidos por la falta de acción hasta el final del episodio.
Roth Cornet calificó el episodio de un 8,3 sobre 10 y elogió la actuación de David Morrissey como una mezcla de acción y la historia, y la calidad de ensueño del episodio;. Sin embargo, Cornet estaba en conflicto acerca de la vuelta en el personaje del Gobernador. La AV Club Zack Handlen dio una crítica agridulce anotando una "-B" grado, diciendo que "casi cada momento dramático en el episodio cae en el vacío ... es diferente, pero no estoy seguro de que eso es suficiente".